# Henryk Białczyński
Henryk Białczyński (ur. 14 maja 1920 w Krakowie, zm. 19 września 2018 w Warszawie) – polski statystyk, działacz oraz urzędnik państwowy i samorządowy.

## Życiorys
Wychował się w wielodzietnej rodzinie robotniczej. Z uwagi na biedę od wczesnych lat młodości musiał pracować. Zdobył zawód księgarza, a potem trudnił się kształceniem zawodowym młodzieży. Rozwinął działalność społeczną i w 1956 został przewodniczącym Prezydium Miejskiej Rady Narodowej Żyrardowa, a następnie, w 1960 – Miejskiej Rady Narodowej Płocka. Od 1965 był zatrudniony w kierownictwie Głównego Urzędu Statystycznego. Był jednym z organizatorów Narodowego Spisu Powszechnego w 1970. Zajmował się modernizacją technik obliczeniowych w GUS, rozwojem działalności wydawniczej urzędu, a także tworzeniem działu statystyki terenowej. W 1972 został powołany na stanowisko podsekretarza stanu w Ministerstwie Pracy, Płac i Spraw Socjalnych i funkcję tę pełnił do 1983, zajmując się przede wszystkim sprawami socjalnymi, wydawniczymi, poligraficznymi, bibliotecznymi, rekreacyjnymi, jak również pracą badawczą). Rozwinął współpracę z organizacjami pozarządowymi (m.in. Polskie Towarzystwo Krajoznawcze, Fundusz Wczasów Pracowniczych, Polski Komitet Pomocy Społecznej). W latach 1981–1983 był równocześnie prezesem Zakładu Ubezpieczeń Społecznych. W pierwszym okresie jej istnienia rozwijał działalność Rządowej Rady ds. Rodziny.
Był współzałożycielem i pierwszym redaktorem naczelnym czasopisma Polityka Społeczna, jak również współinicjatorem założenia Muzeum Zabawek i Zabawy w Kielcach.